# Castelvetere sul Calore
Castelvetere sul Calore är en kommun i provinsen Avellino, i regionen Kampanien. Kommunen hade 1 569 invånare (2017) och gränsar till kommunerna Chiusano di San Domenico, Montemarano, Paternopoli, San Mango sul Calore,  samt Volturara Irpina.
Staden ligger på en kulle vid floden Calore.